# Ioan-Silviu Lefter
Ioan-Silviu Lefter (n. 5 iunie 1955) este un politician român, fost membru al Parlamentului României. Ioan-Silviu Lefter a fost validat ca deputat pe data de 19 decembrie 2007, când l-a înlocuit pe deputatul Valeriu Gheorghe. Ioan-Silviu Lefter a fost ales pe listele PNL. În cadrul activității sale parlamentare, Ioan-Silviu Lefter a fost membru în grupurile parlamentare de prietenie cu Republica Slovacă și Republica Bulgaria.